# Tenayuca

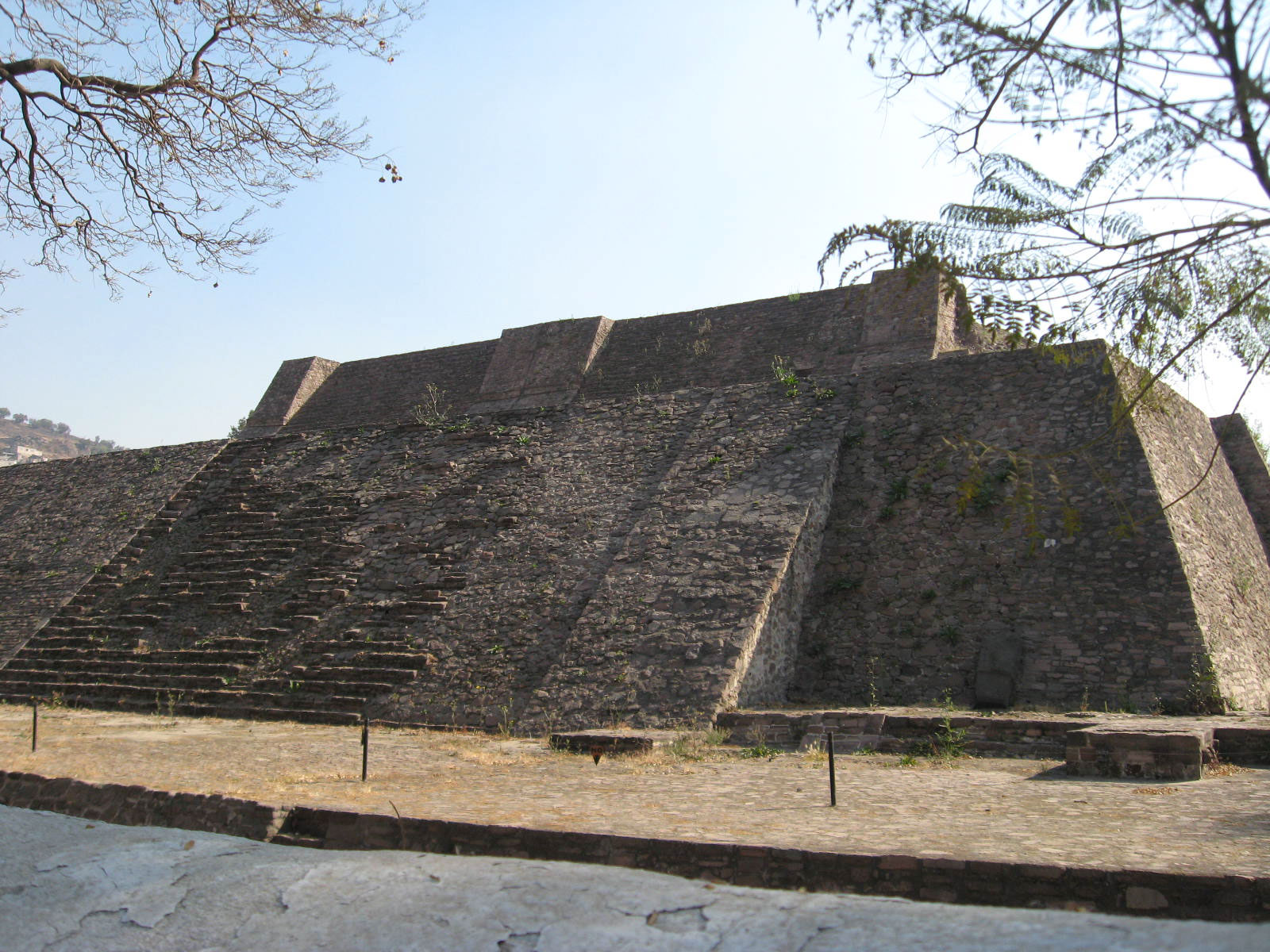
Grande Pyramide de Tenayuca

Tenayuca est un site archéologique mésoaméricain de l'Époque postclassique situé dans la vallée de Mexico, dans le village actuel de San Pablo Tenayuca, municipalité de Tlalnepanta, dans l'État de Mexico au Mexique. Le seul monument visible est la Grande Pyramide, retrouvée entre 1925 et 1930.

## Toponymie

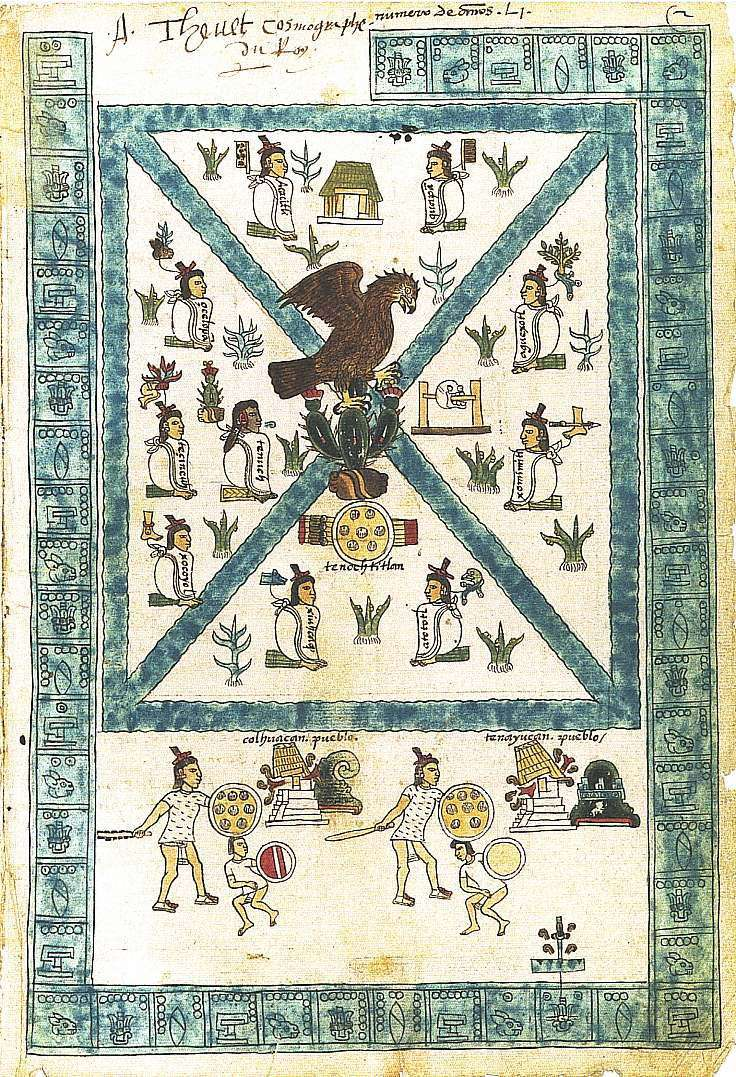
Codex Mendoza: glyphe de Tenayuca dans la partie inférieure droite de la page

Le glyphe qui désigne l'altepetl est une montagne marquée d'un mur, correspondant à son nom: «Endroit aux murs», du nahuatl «tenamitl» (mur, rempart). Le glyphe, accompagné d'un temple en flammes, signe de conquête, orne la célèbre première page du Codex Mendoza.

## Histoire
Selon la tradition, le chef semi-légendaire chichimèque Xolotl s'y serait fixé en arrivant dans la vallée de Mexico après la chute des Toltèques. Il aurait eu comme successeurs Nopaltzin et Tlotzin. Le fils de ce dernier, Quinatzin, transféra sa capitale de Tenayuca à Texcoco.

## Site archéologique

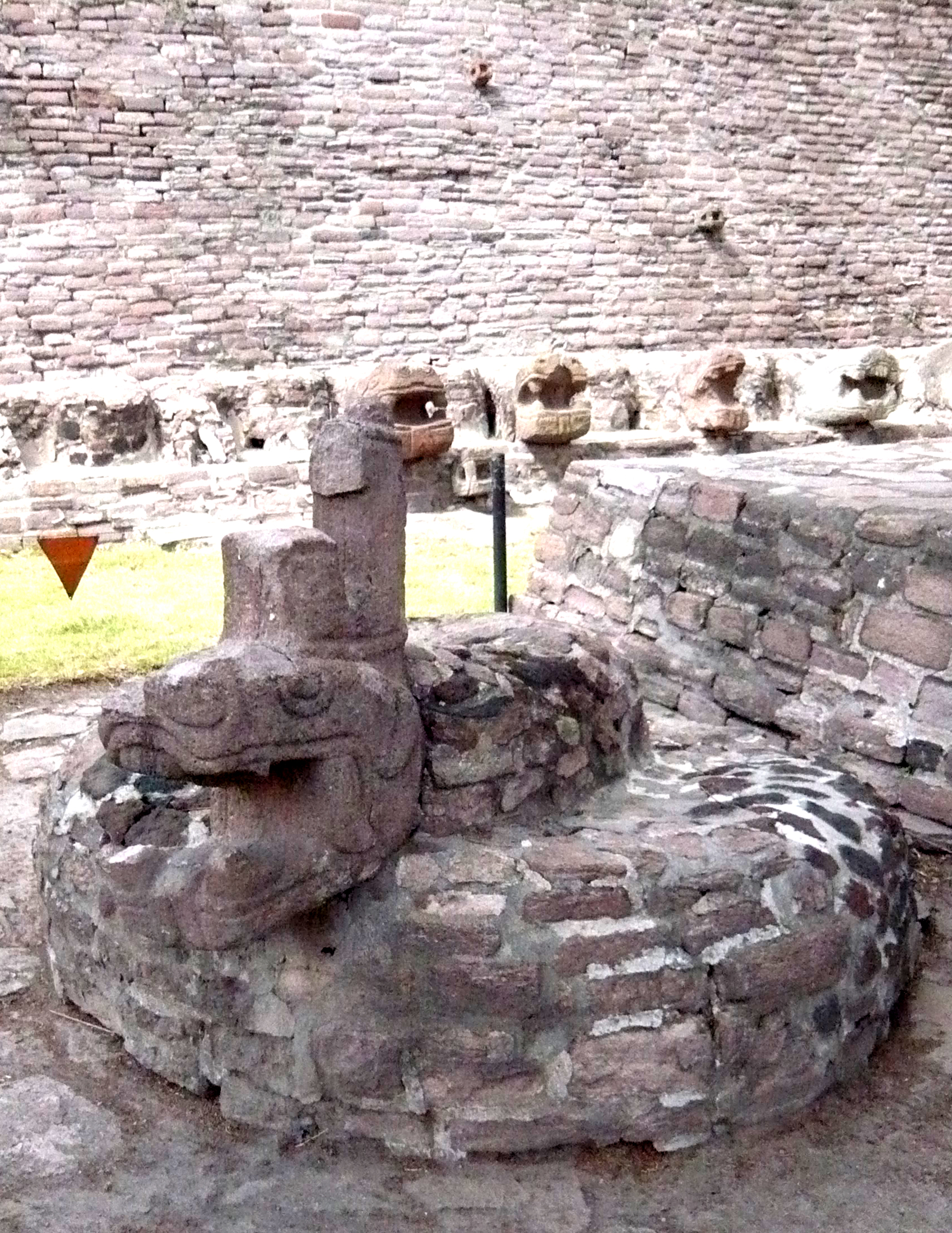
Serpent Xiuhcoatl

Comme c'est le cas pour beaucoup d'édifices mésoaméricains de ce type, la pyramide de Tenayuca, conserve les traces de plusieurs phases de construction superposées, en l'occurrence six, chaque construction venant cacher la précédente.  Elle se compose de quatre degrés à pente raide et fait partie de la catégorie des pyramides doubles: deux escaliers munis  de rampes («alfardas» en espagnol), donnaient accès à deux temples, qui ont disparu.
Sur trois côtés, la pyramide est entourée d'un coatepantli, une enceinte en maçonnerie faite de serpents dont les têtes en pierre, au nombre de 138, sont fixées par des tenons. Au nord et au sud de l'édifice se trouve un serpent Xiuhcoatl, dont la tête est ornée d'une crête ajourée.